# Circuito de Jerez-Ángel Nieto

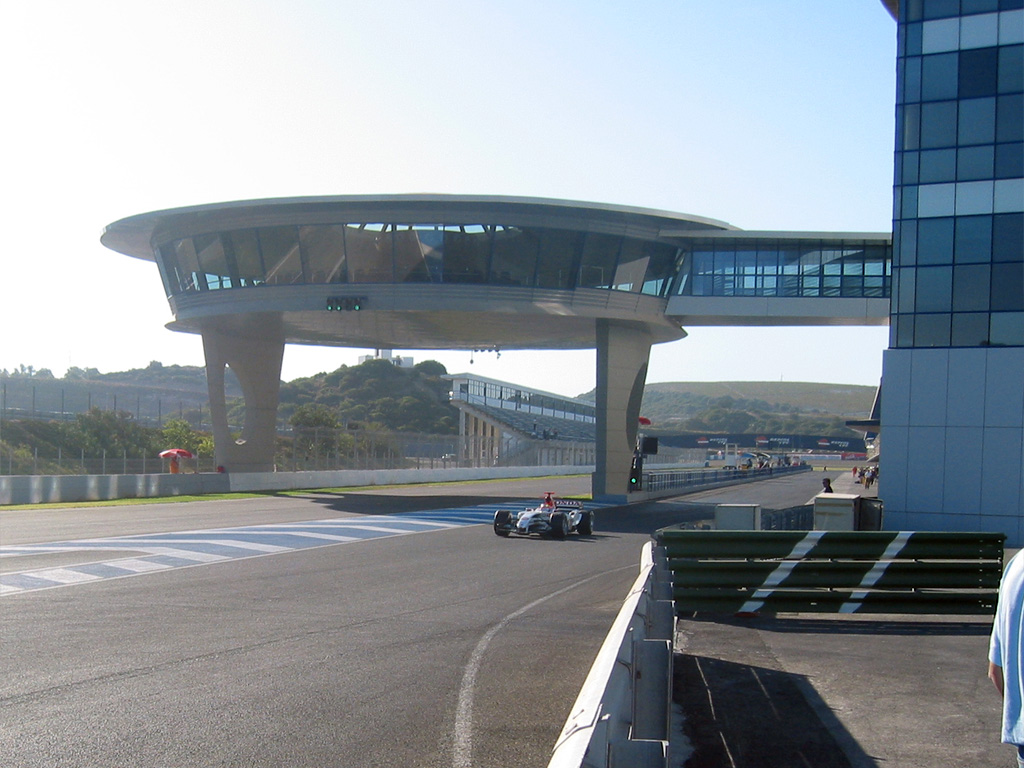
A bokszutca kijárata, a mellette lévő építményt 2002-ben építették

A Circuito de Jerez-Ángel Nieto egy 4,428 km hosszú motorsport-versenypálya néhány kilométerre Jereztől, Spanyolország déli részén. A versenypályát 1985. december 8-án nyitották meg. 1986-ban már itt tartották a Formula–1 spanyol nagydíjat, melyet 1990-ig tartották meg itt, utána a Nagydíj Barcelonába került. 1987-ben és 1989-től máig a Gyorsasági motoros spanyol nagydíjat is itt rendezik meg. 1990 után átépítették a pályát, melynek következtében biztonságosabb lett. A versenypályába egy sikánt is beépítettek, ez a mai Senna-kanyar. 1994-ben és 1997-ben az európai nagydíjat itt rendezték. Legutoljára Mika Häkkinen nyert itt Formula–1-es versenyt 1997-ben, amikor a két világbajnoki esélyes Michael Schumacher és Jacques Villeneuve összeütközött. 2005-ben a pályát újraaszfaltozták. Bár a manapság nem rendeznek Formula–1-es versenyeket, mégis gyakran tesztelnek rajta Formula–1-es csapatok. 2008-ban a Champ Car is megfordul a pályán.